# 1a etapa del Tour de França de 2020
La 1a etapa del Tour de França de 2020 es va disputar el dissabte 29 d'agost a Niça, sobre una distància de 156 quilòmetres.

## Recorregut
La primera etapa d'aquesta edició del Tour de França es va disputar en forma de circuit, on els corredors passaven una primera vegada per la línia de meta, abans d'ascendir la côte de Rimiez, de 3a categoria i 5,8 quilòmetres amb una pendent mitjana del 5,1 %. A continuació van descendir cap a Niça per passar una segona vegada per la línia de meta. Per segon cop també van haver d'ascendir la côte de Rimiez abans d'afrontar els últims quilòmetres, que eren plans. L'etapa va finalitzar al passeig dels anglesos.

## Desenvolupament de la cursa
Michael Schär, Fabien Grellier i Cyril Gautier van formar una escapada a l'inici de l'etapa. Per darrere Deceuninck-Quick Step controla el gran grup. La carretera revirada i relliscosa per la pluja va provocar nombroses caigudes. Poc després de superar la pancarta dels 3 últims quilòmetres, es va produir una caiguda de nombrosos corredors, entre els quals es va veure afectat Thibaut Pinot, un dels favorits per la classificació general. Alexander Kristoff va assolir l'esprint la seva quarta victòria al Tour de França.

## Resultats

### Classificació de l'etapa
| \| Classificació de l'etapa \| Classificació de l'etapa \| Classificació de l'etapa \| Classificació de l'etapa \| Classificació de l'etapa \| \| Corredor \| Corredor \| Equip \| Temps \| \| \| ------------------------ \| ------------------------ \| -------------------------------- \| ------------------------ \| ------------------------ \| \| 1r \| Alexander Kristoff \| UAE Team Emirates \| 3h 46' 23" \| \| \| 2n \| Mads Pedersen \| Trek-Segafredo \| + 0" \| \| \| 3r \| Cees Bol \| Team Sunweb \| + 0" \| \| \| 4t \| Sam Bennett \| Deceuninck-Quick Step \| + 0" \| \| \| 5è \| Peter Sagan \| Bora-Hansgrohe \| + 0" \| \| \| 6è \| Elia Viviani \| Cofidis \| + 0" \| \| \| 7è \| Giacomo Nizzolo \| NTT Pro Cycling \| + 0" \| \| \| 8è \| Bryan Coquard \| B&B Hotels-Vital Concept p/b KTM \| + 0" \| \| \| 9è \| Anthony Turgis \| Total Direct Énergie \| + 0" \| \| \| 10è \| Jasper Stuyven \| Trek-Segafredo \| + 0" \| \| |                    |                                  |            |
| |                    |                                  |            |
| Font: ProCyclingStats |                    |                                  |            |
| Classificació de l'etapa |                    |                                  |            |
| Corredor | Corredor           | Equip                            | Temps      |
| 1r | Alexander Kristoff | UAE Team Emirates                | 3h 46' 23" |
| 2n | Mads Pedersen      | Trek-Segafredo                   | + 0"       |
| 3r | Cees Bol           | Team Sunweb                      | + 0"       |
| 4t | Sam Bennett        | Deceuninck-Quick Step            | + 0"       |
| 5è | Peter Sagan        | Bora-Hansgrohe                   | + 0"       |
| 6è | Elia Viviani       | Cofidis                          | + 0"       |
| 7è | Giacomo Nizzolo    | NTT Pro Cycling                  | + 0"       |
| 8è | Bryan Coquard      | B&B Hotels-Vital Concept p/b KTM | + 0"       |
| 9è | Anthony Turgis     | Total Direct Énergie             | + 0"       |
| 10è | Jasper Stuyven     | Trek-Segafredo                   | + 0"       |

### Punts obtinguts
|    | Ciclista                | País       | Equip                    | Punts |
| -- | ----------------------- | ---------- | ------------------------ | ----- |
| 1  | Michael Schär           | Suïssa     | CCC                      | 20    |
| 2  | Cyril Gautier           | França     | B&B Hotels-Vital Concept | 17    |
| 3  | Fabien Grellier         | França     | Total Direct Énergie     | 15    |
| 4  | Peter Sagan             | Eslovàquia | Bora-Hansgrohe           | 13    |
| 5  | Matteo Trentin          | Itàlia     | CCC                      | 11    |
| 6  | Sam Bennett             | Irlanda    | Deceuninck-Quick Step    | 10    |
| 7  | Alexander Kristoff      | Noruega    | UAE Team Emirates        | 9     |
| 8  | Bryan Coquard           | França     | B&B Hotels-Vital Concept | 8     |
| 9  | Luka Mezgec             | Eslovènia  | Mitchelton-Scott         | 7     |
| 10 | Christopher Juul Jensen | Noruega    | Mitchelton-Scott         | 6     |
| 11 | Daniel Oss              | Itàlia     | Bora-Hansgrohe           | 5     |
| 12 | Nicolas Edet            | França     | Cofidis                  | 4     |
| 13 | Edward Theuns           | Bèlgica    | Trek-Segafredo           | 3     |
| 14 | Gregor Mühlberger       | Àustria    | Bora-Hansgrohe           | 2     |
| 15 | Michał Kwiatkowski      | Polònia    | Ineos Grenadiers         | 1     |

|    | Ciclista           | País          | Equip                    | Punts |
| -- | ------------------ | ------------- | ------------------------ | ----- |
| 1  | Alexander Kristoff | Noruega       | UAE Team Emirates        | 50    |
| 2  | Mads Pedersen      | Dinamarca     | Trek-Segafredo           | 30    |
| 3  | Cees Bol           | Països Baixos | Team Sunweb              | 20    |
| 4  | Sam Bennett        | Irlanda       | Deceuninck-Quick Step    | 18    |
| 5  | Peter Sagan        | Eslovàquia    | Bora-Hansgrohe           | 16    |
| 6  | Elia Viviani       | Itàlia        | Cofidis                  | 14    |
| 7  | Giacomo Nizzolo    | Itàlia        | NTT Pro Cycling          | 12    |
| 8  | Bryan Coquard      | França        | B&B Hotels-Vital Concept | 10    |
| 9  | Anthony Turgis     | França        | Total Direct Énergie     | 8     |
| 10 | Jasper Stuyven     | Bèlgica       | Trek-Segafredo           | 7     |
| 11 | Oliver Naesen      | Bèlgica       | AG2R La Mondiale         | 6     |
| 12 | Matteo Trentin     | Itàlia        | CCC                      | 5     |
| 13 | Clément Venturini  | França        | AG2R La Mondiale         | 4     |
| 14 | Luka Mezgec        | Eslovènia     | Mitchelton-Scott         | 3     |
| 15 | Hugo Houle         | Canadà        | Astana Pro Team          | 2     |

|   | Ciclista           | Pais          | Equip             | Segons |
| - | ------------------ | ------------- | ----------------- | ------ |
| 1 | Alexander Kristoff | Noruega       | UAE Team Emirates | 10     |
| 2 | Mads Pedersen      | Dinamarca     | Trek-Segafredo    | 6      |
| 3 | Cees Bol           | Països Baixos | Team Sunweb       | 4      |

### Premi de la combativitat
- Michael Schär  Suïssa (CCC)

## Rànquings al final de l'etapa

### Classificació general[1]
| \| Classificació general \| Classificació general \| Classificació general \| Classificació general \| Classificació general \| \| Corredor \| Corredor \| Equip \| Temps \| \| \| --------------------- \| --------------------- \| -------------------------------- \| --------------------- \| --------------------- \| \| 1r \| Alexander Kristoff \| UAE Team Emirates \| 3h 46' 13" \| \| \| 2n \| Mads Pedersen \| Trek-Segafredo \| + 4" \| \| \| 3r \| Cees Bol \| Team Sunweb \| + 6" \| \| \| 4t \| Sam Bennett \| Deceuninck-Quick Step \| + 10" \| \| \| 5è \| Peter Sagan \| Bora-Hansgrohe \| + 10" \| \| \| 6è \| Elia Viviani \| Cofidis \| + 10" \| \| \| 7è \| Giacomo Nizzolo \| NTT Pro Cycling \| + 10" \| \| \| 8è \| Bryan Coquard \| B&B Hotels-Vital Concept p/b KTM \| + 10" \| \| \| 9è \| Anthony Turgis \| Total Direct Énergie \| + 10" \| \| \| 10è \| Jasper Stuyven \| Trek-Segafredo \| + 10" \| \| |                    |                                  |            |
| |                    |                                  |            |
| Font: ProCyclingStats |                    |                                  |            |
| Classificació general |                    |                                  |            |
| Corredor | Corredor           | Equip                            | Temps      |
| 1r | Alexander Kristoff | UAE Team Emirates                | 3h 46' 13" |
| 2n | Mads Pedersen      | Trek-Segafredo                   | + 4"       |
| 3r | Cees Bol           | Team Sunweb                      | + 6"       |
| 4t | Sam Bennett        | Deceuninck-Quick Step            | + 10"      |
| 5è | Peter Sagan        | Bora-Hansgrohe                   | + 10"      |
| 6è | Elia Viviani       | Cofidis                          | + 10"      |
| 7è | Giacomo Nizzolo    | NTT Pro Cycling                  | + 10"      |
| 8è | Bryan Coquard      | B&B Hotels-Vital Concept p/b KTM | + 10"      |
| 9è | Anthony Turgis     | Total Direct Énergie             | + 10"      |
| 10è | Jasper Stuyven     | Trek-Segafredo                   | + 10"      |

### Classificació per punts
| Classificació per punts | Classificació per punts | Classificació per punts          | Classificació per punts | Classificació per punts |
| Corredor                | Corredor                | Equip                            | Punts                   |                         |
| ----------------------- | ----------------------- | -------------------------------- | ----------------------- | ----------------------- |
| 1r                      | Alexander Kristoff      | UAE Team Emirates                | 59 pts                  |                         |
| 2n                      | Mads Pedersen           | Trek-Segafredo                   | 30 pts                  |                         |
| 3r                      | Peter Sagan             | Bora-Hansgrohe                   | 29 pts                  |                         |
| 4t                      | Sam Bennett             | Deceuninck-Quick Step            | 28 pts                  |                         |
| 5è                      | Michael Schär           | CCC Team                         | 20 pts                  |                         |
| 6è                      | Cees Bol                | Team Sunweb                      | 20 pts                  |                         |
| 7è                      | Bryan Coquard           | B&B Hotels-Vital Concept p/b KTM | 18 pts                  |                         |
| 8è                      | Cyril Gautier           | B&B Hotels-Vital Concept p/b KTM | 17 pts                  |                         |
| 9è                      | Matteo Trentin          | CCC Team                         | 16 pts                  |                         |
| 10è                     | Fabien Grellier         | Total Direct Énergie             | 15 pts                  |                         |

### Classificació de la muntanya
| Classificació de la muntanya | Classificació de la muntanya | Classificació de la muntanya     | Classificació de la muntanya | Classificació de la muntanya |
| Corredor                     | Corredor                     | Equip                            | Punts                        |                              |
| ---------------------------- | ---------------------------- | -------------------------------- | ---------------------------- | ---------------------------- |
| 1r                           | Fabien Grellier              | Total Direct Énergie             | 2 pts                        |                              |
| 2n                           | Michael Schär                | CCC Team                         | 2 pts                        |                              |
| 3r                           | Cyril Gautier                | B&B Hotels-Vital Concept p/b KTM | 2 pts                        |                              |

### Classificació del millor jove
| Classificació del millor jove | Classificació del millor jove | Classificació del millor jove | Classificació del millor jove | Classificació del millor jove |
| Corredor                      | Corredor                      | Equip                         | Temps                         |                               |
| ----------------------------- | ----------------------------- | ----------------------------- | ----------------------------- | ----------------------------- |
| 1r                            | Mads Pedersen                 | Trek-Segafredo                | 3h 46' 17"                    |                               |
| 2n                            | Cees Bol                      | Team Sunweb                   | + 2"                          |                               |
| 3r                            | Sergio Higuita García         | EF Pro Cycling                | + 6"                          |                               |
| 4t                            | Tadej Pogačar                 | UAE Team Emirates             | + 6"                          |                               |
| 5è                            | Connor Swift                  | Arkéa-Samsic                  | + 6"                          |                               |
| 6è                            | Casper Pedersen               | Team Sunweb                   | + 6"                          |                               |
| 7è                            | Joris Nieuwenhuis             | Team Sunweb                   | + 6"                          |                               |
| 8è                            | Daniel Martínez Poveda        | EF Pro Cycling                | + 6"                          |                               |
| 9è                            | Clément Russo                 | Arkéa-Samsic                  | + 6"                          |                               |
| 10è                           | Egan Bernal Gómez             | Ineos Grenadiers              | + 6"                          |                               |

### Classificació per equips
| Classificació per equips | Classificació per equips         | Classificació per equips | Classificació per equips |
| Equip                    | Equip                            | Temps                    |                          |
| ------------------------ | -------------------------------- | ------------------------ | ------------------------ |
| 1r                       | Trek-Segafredo                   | 11h 19' 09"              |                          |
| 2n                       | UAE Team Emirates                | + 0"                     |                          |
| 3r                       | Cofidis                          | + 0"                     |                          |
| 4t                       | Team Sunweb                      | + 0"                     |                          |
| 5è                       | Deceuninck-Quick Step            | + 0"                     |                          |
| 6è                       | B&B Hotels-Vital Concept p/b KTM | + 0"                     |                          |
| 7è                       | AG2R La Mondiale                 | + 0"                     |                          |
| 8è                       | Mitchelton-Scott                 | + 0"                     |                          |
| 9è                       | CCC Team                         | + 0"                     |                          |
| 10è                      | Jumbo-Visma                      | + 0"                     |                          |

## Abandons
- John Degenkolb (Lotto-Soudal) - Fora de control.[2]